# Dougie Poynter
Douglas Lee Poynter (Corringham, 30 novembre 1987) è un bassista, modello, stilista, attore, scrittore e filantropo britannico, maggiormente conosciuto per la sua partecipazione alle band McFly e INK.

## Biografia
Poynter nacque ad Orset Hospital. La madre Sam era un’estetista, mentre il padre Gary era un tecnico degli ascensori. Crebbe a Corringham, nell'Essex, con i genitori e la sorella minore Jasmine "Jazzy".
Frequentò le scuole medie alla Gable Hall School, dove fu sempre vittima di un pesante bullismo a causa della sua timidezza, del fisico esile e della passione per lo skateboard e la musica rock. Poynter raccontò che spesso veniva picchiato nei corridoi dai ragazzi più grandi, e che per paura non si recava mai in mensa per mangiare, svenendo per la fame durante le lezioni. L’episodio più grave che subì fu quando, di ritorno da un allenamento con lo skateboard insieme agli amici, venne fermato da un gruppo di ragazzi più grandi che lo minacciarono di morte a causa del modo in cui era vestito. Nonostante ciò, il suo più grande sogno era diventare uno skater professionista.
Si appassionò alla musica quando un suo amico gli prestò una copia dell’album The Tom, Mark and Travis Show (The Enema Strikes Back!) dei Blink-182, che lo spinse a desiderare di imparare a suonare uno strumento.
Chiese alla madre di poter seguire lezioni di chitarra elettrica, ma la madre gli negò il permesso, dicendogli che prima avrebbe dovuto imparare a suonare la chitarra acustica. Determinato a suonare comunque, Poynter cominciò a vedere le lucertole che allevava per hobby, guadagnando abbastanza da riuscire a comprarsi da solo una chitarra, ed imparando a suonare da autodidatta, copiando le note nelle canzoni che ascoltava.
A scuola, contattò degli amici con cui formò una band punk, che chiamò Ataiz, e fu grazie ai compagni che decise di smettere di suonare la chitarra e dedicarsi al basso, che gli sembrava più semplice da suonare. La sua decisione di trasferirsi a Londra fu presa tra la sorpresa degli amici di Poynter. Dal vecchio sito degli Ataiz: "Tutto stava cominciando a migliorare per la band e stavamo per inviare i nostri demo e seriamente provare a metterci sotto contratto proprio dopo il concerto dell'East Thurrock quando improvvisamente Doug ha annunciato che stava partendo per andare in un'altra band chiamata McFly, i quali erano più ben sistemati e prodotti da una grande e costosa casa discografica chiamata Universal Island Records. Fu uno shock per la band, e una vergogna, perché gli Ataiz erano sempre partiti dal presupposto che "Se l'avessero fatto... l'avrebbero fatto insieme."

## Carriera musicale

### Prima audizione e abbandono del padre (2003-2004)
Nel 2003, all'età di 15 anni, Poynter fu informato da un bullo della scuola di un’audizione, che era stata pubblicata su Stage magazine e letta all’altoparlante della scuola durante gli annunci mattutini, per la quale si cercava un bassista. Nell'autobiografia dei McFly, Unsaid Things... Our Story, Poynter sostiene che non avrebbe mai partecipato se i bulli della sua scuola non lo avessero informato dell'audizione per prenderlo in giro, poiché il giorno la scuola trasmise via altoparlante l'annuncio, Poynter arrivò in ritardo e non lo sentì.
Leggendo che l'audizione era stata organizzata dai manager dei Busted, una band molto popolare all'epoca, Poynter fu convinto a partecipare, e si recò a Londra con la madre. Sul luogo dell’audizione, fece conoscenza con il batterista Harry Judd.
Per poter partecipare al provino, dovette mentire sulla propria età, poiché l'annuncio specificava che le audizioni erano aperte ai ragazzi dai sedici anni in su. Sostenne l'audizione davanti ai manager Matthew "Fletch" Fletcher, Richard Rashman, ed ai due giovani musicisti Tom Fletcher e Danny Jones, suonando l'inizio di "Billie Jean" di Michael Jackson e cantando una propria canzone originale chiamata "The Last Girl Story", ma a colpire i giudici non furono inizialmente le sue doti musicali, bensì il suo look. I giudici decisero di dargli una seconda opportunità, ed al secondo turno di audizioni, Poynter dovette cantare accompagnato alla chitarra da Danny Jones.
Il giorno seguente le audizioni, Poynter ricevette una email dal manager Richard Rashman, che lo informava che non era considerato un bassista abbastanza bravo per poter far parte della band. Come risposta, Poynter cominciò ad esercitarsi più duramente ed inviò alcune email a Rashman, tenendolo costantemente aggiornato sui propri progressi, nonostante il padre si rifiutasse di supportarlo.
Il giorno prima di un incontro privato con Rashman, il padre di Poynter abbandonò la famiglia per trasferirsi a casa di un'altra donna, ed a causa di ciò, l'impegno di Poynter nella musica subì un arresto, poiché scelse di spendere i soldi guadagnati dalla vendita di rettili per il bene della famiglia, rinunciando così alle lezioni di basso che gli servivano. Il giorno dopo l'abbandono del padre, Poynter si recò a Londra accompagnato dallo zio, senza avere molte speranze, per incontrare Rashman. Durante l'incontro, Rashman acconsentì finalmente a prenderlo nuovamente in considerazione e gli diede un cd contenente le prime demo dei McFly, sulle quali Poynter avrebbe potuto esercitarsi.
Poynter pagò per delle lezioni di basso, in modo da poter imparare a suonare le demo, e si presentò ad un'audizione finale a Londra, davanti agli altri tre membri dei McFly già confermati. Nonostante fosse meno abile rispetto al suo avversario, i giudici furono convinti da un video, registrato da Poynter, che lo raffigurava mentre suonava il basso nella tranquillità di casa. Grazie a ciò, riuscì a superare l'audizione, venendo preferito rispetto al suo avversario, ed entrò ufficialmente a far parte della band: Tom Fletcher (leader, chitarra e voce), Danny Jones (chitarra e voce), e Harry Judd (batteria).

### McFly (2004-2013)
Nel 2004, Poynter si trasferì definitivamente a Londra, per vivere con il resto della band. Inizialmente, vista la giovane età, fu esortato a tornare a casa nei weekend, ma quando cominciò a ribellarsi a causa della situazione famigliare difficile, fu deciso che Poynter rimanesse a Londra, mandando però regolarmente alcune sterline alla famiglia come supporto economico.
I McFly ottennero successo con il loro primo singolo, "5 Colours in Her Hair", che debuttò alla prima posizione della classifica britannica nell'aprile del 2004. Il primo album, Room on the 3rd Floor, raggiunse la vetta della classifica, e fece guadagnare ai McFly il Guinness World Record come band più giovane ad avere un album di debutto in prima posizione in classifica, record precedentemente appartenente ai Beatles. Nel 2004, i McFly furono il gruppo di supporto al tour dei Busted, per poi intraprendere un tour personale a settembre dello stesso anno.
Fin da subito, Poynter fu considerato il membro più timido e taciturno della band, malgrado la brusca trasformazione di personalità nel 2005 quando si "spogliò" in un video. Nel 2005 si trasferì con il resto dei componenti della band a Princess Park Manor, mentre nel 2006 comprò il proprio appartamento.
Il secondo album, Wonderland, fu pubblicato nel 2005, seguito da Motion in the Ocean nel 2006, che contiene come traccia nascosta una canzone scritta da Poynter, "Silence Is A Scary Sound". Nel 2007 fu pubblicato un album Greatest Hits, e poi altri due album: Radio: Active (2008) e Above the Noise (2010).
Nel 2012 fu pubblicato un secondo Greatest Hits, Memory Lane: The Best of McFly, insieme all'autobiografia della band, McFly: Unsaid Things... Our Story.
Nel 2016, i McFly annunciarono l'Anthology Tour, tre serate di fila durante le quali avrebbero interpretato tutte le canzoni contenute nei loro album. Il tour si tenne a Glasgow, Birmingham, Manchester e Londra, ed è attualmente l'ultimo tour a cui la band partecipò sotto il nome di McFly.
Negli album, raramente si sente Poynter cantare. La sua voce può essere apprezzata nei brani "Transylvania", "Too Close For Comfort", "Nothing" ed in alcune cover, tra cui "Mr Brightside" dei The Killers e le canzoni natalizie "Deck the Halls" e "Santa Claus Is Coming To Town". Dal 2012, è diventato uso comune per i McFly permettere a Poynter di realizzare versioni soliste di alcuni dei loro brani, come "Love Is Easy" e "Love Is On The Radio"; le versioni di Poynter sono sempre caratterizzate da uno stile che si avvicina di più all'hard rock.

### McBusted (2013-2015)
Nel 2013 Poynter aderì, insieme agli altri membri dei McFly, al progetto McBusted, che consisteva nell'unire le band McFly e Busted in un unico "supergruppo". Nel gruppo, Poynter tornò come bassista, insieme al bassista dei Busted, Matt Willis. La band intraprese il più grande tour britannico del 2014, il McBusted Tour, di 34 date, concluso a Hyde Park durante il British Summer Time. I McBusted pubblicarono un album omonimo, prima di intraprendere un secondo tour nel 2015, McBusted's Most Excellent Adventure Tour, di 21 date, per poi sciogliersi definitivamente.

### A (2018)
Nel 2018, Poynter suonò il basso per la band rock "A" durante il tour con gli Hell Is For Heroes. Il tour fu della durata di 8 date, ma la band non ha attualmente scelto Poynter come rimpiazzo definitivo per il bassista Daniel P. Carter.

### INK (2018)
All'inizio del 2018, stanco del mancato ritorno dei McFly sulle scene, Poynter decise di formare la band rock INK, insieme ai colleghi Todd Dorigo (chitarra e voce) e Corey Alexander (batteria).

### Ritorno dei McFly (2019-presente)
Nel 2019, Poynter partecipò alla "reunion" dei McFly, nonostante non fosse mai stato annunciato uno scioglimento ufficiale della band. La band ha in programma due tour previsti per il 2020, in Regno Unito e Brasile.

## Film e televisione

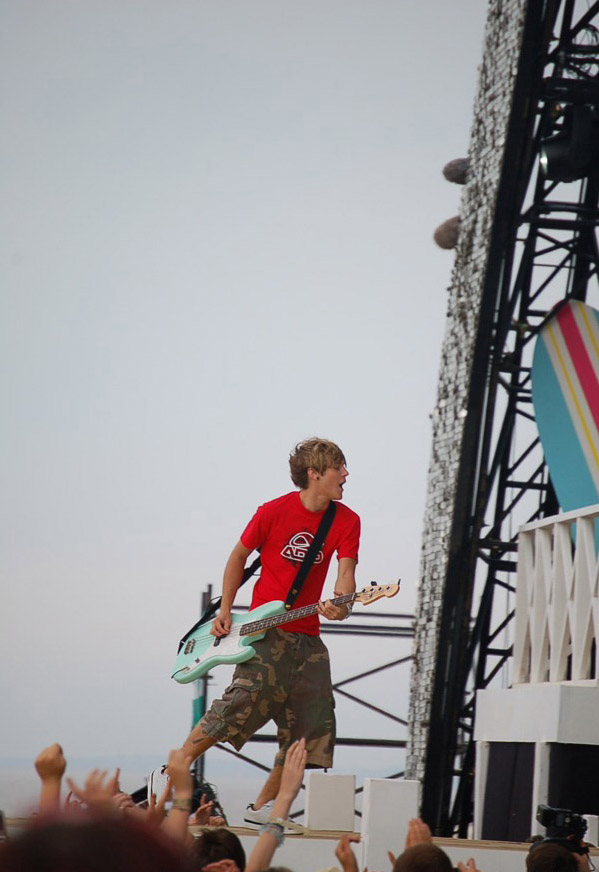
Dougie Poynter

Nel 2006, Poynter ricoprì, insieme agli altri membri dei McFly, il ruolo di se stesso nel film Baciati dalla Sfortuna, recitando al fianco di Lindsay Lohan e Chris Pine.
Nel novembre del 2011, Poynter partecipò come concorrente al reality show I’m A Celebrity… Get Me Out Of Here! nella giungla australiana. Essendo un grande appassionato di natura e rettili, per Poynter non fu difficile destreggiarsi nella giungla, ed arrivò in finale nel programma, vincendo contro il compagno d’avventura Mark Wright. Dopo essere stato incoronato Re della Giungla, fece diversa pubblicità al programma, entusiasta dell’esperienza.
Nel 2017 ricopre il ruolo di Steven Barker nel film Double Date, mentre nel 2018 è protagonista del cortometraggio The Academy, incentrato sui supereroi.
Nel 2018 partecipa alle riprese del film commedia Kat and the Band, nel ruolo del protagonista maschile Alex. Partecipa inoltre alle riprese del thriller The Host, previsto per il 2020, in cui ricopre il ruolo di Steve Atkinson.

## Stile musicale e composizione
Prima di fare l'audizione per i McFly, Poynter era già appassionato di musica rock, grazie alla zia materna, che gli prestava diversi dischi.
Tra gli artisti preferiti di Poynter figurano Blink-182, Limp Bizkit, Linkin Park, Starting Line, Nirvana e Pearl Jam. Inoltre, nel 2003 era un fan dei Busted. Fu anche influenzato molto dalla stima che provava nei confronti di Tom Fletcher e Danny Jones.
Poynter risulta tra i principali autori di molti brani dei McFly, ed è l'autore del singolo del 2007 "Transylvania", settima canzone della band a raggiungere la vetta della classifica. Scrisse anche la canzone (mai registrata in studio) "Silence Is a Scary Sound". Riguardo a queste canzoni, Fletcher lodò la migliorata capacità di Poynter nello scrivere canzoni.
Come autore, per l'album dei McBusted, collaborò con Mark Hoppus dei Blink 182 ed Alex Gaskarth degli All Time Low.
Ha composto dei brani per i 5 Seconds of Summer, e scritto i brani "I Would" per l'album Take Me Home e "Don’t Forget Where You Belong" per Midnight Memories degli One Direction.

## Altro
Come scrittore, Poynter ha scritto insieme al collega Tom Fletcher il libro per bambini The Dinosaur that Pooped Christmas, considerato il libro per bambini più popolare del 2012. Il sequel, The Dinosaur That Pooped A Planet, fu pubblicato nel 2013.

## Filantropia

### Attivismo ambientale
A Poynter è molto cara la situazione ambientale da quando, a scuola, rimase molto colpito da una lezione sulla deforestazione. Grazie ai viaggi compiuti insieme ai McFly in giro per il mondo, ebbe sempre la possibilità di toccare con mano i danni provocati al pianeta, che non esita a condividere sui suoi profili nei social media, per sensibilizzare il pubblico.
Dal 2012 è ambasciatore del World Wildlife Fund (WWF), con il quale ha partecipato a diverse campagne.
Nel 2012, con il WWF, si recò in Africa, ai Vulcani Virunga, in Ruanda ed Uganda, per promuovere il programma di adozione dei gorilla di montagna dove ebbe la possibilità di entrare in contatto con un gruppo di gorilla selvatici monitorati dalla primatologa Dian Fossey.
Inoltre, è ambasciatore anche di altri enti, come Greenpeace ed il 5 Gyres Institute, e sensibilizza riguardo all'inquinamento degli oceani, partecipando a campagne per promuovere il riciclaggio dei rifiuti.
Attualmente, è uno dei maggiori sostenitori della campagna per il bando della plastica nel Regno Unito ed in Europa. Al riguardo, ha scritto il libro per ragazzi Plastic Sucks! You Can Make A Difference, pubblicato il 5 settembre 2019, che contiene vari consigli su come evitare l’utilizzo della plastica nella vita quotidiana, ed ha partecipato a diversi eventi di pulizia del pianeta.
Poynter ha più volte dichiarato di ispirarsi alle azioni del naturalista Sir David Attenborough per le proprie attività benefiche in materia di ambiente.

### Beneficenza
Insieme ai McFly, Poynter ha partecipato a diversi eventi di raccolta fondi ed ha collaborato con numerosi enti, tra cui Comic Relief, Children in Need, Live 8, Sport Relief e Earth Hour. I McFly hanno sostenuto più volte tali enti benefici, talvolta pubblicando canzoni e girando video musicali, partecipando inoltre a numerosi eventi di sensibilizzazione.
Con la band INK, Poynter ha partecipato ad alcuni eventi organizzati dal WWF.

## Moda
Agli inizi della propria carriera, Poynter si distinse per il proprio stile tipico degli skater, evolvendo negli anni verso uno stile più ricercato, definendo come proprie ispirazioni Johnny Depp, Hedi Slimane e Lenny Kravitz.
Nel 2011 fondò la propria compagnia di moda, Saint Kidd, mentre in precedenza aveva fondato Zukie.
Nel 2014 partecipò al progetto "At Full Tilt" per Vogue India, mentre l'anno successivo fu fotografato per Notion Magazine.
A gennaio del 2016, fece il suo debutto come modello sulla passerella di Joshua Kane, ed è sotto contratto per l'agenzia di moda di Kate Moss. Nello stesso anno, scrisse anche articoli di moda per la rivista Fault Magazine e posò per Adon Magazine.
Posò inoltre con la compagna dell'epoca, la cantautrice Ellie Goulding, per la rivista Glamour a febbraio del 2016.
Poynter è solito essere invitato come spettatore alla settimana della moda da marchi come Burberry, Louis Vuitton, Moschino e Saint Laurent, venendo spesso lodato per il proprio stile personale.
A partire dal 2018 gestisce e disegna per Polonius Clothing.

## Controversie
Nel 2011, Poynter finì al centro di una polemica, quando i tabloid scoprirono che, a partire dal 15 febbraio 2011, si era recato in riabilitazione alla clinica Priory.
Non conoscendo la situazione, molti articoli dichiararono che la ragione che aveva spinto Poynter ad avere bisogno di cure fosse lo stress provocato dalla recente rottura con la compagna dell'epoca, la popstar britannica Frankie Sandford. Poynter, non interessato a dichiarare la verità, scelse di accettare le dichiarazioni dei giornali, senza correggerle.
Nel 2012, Poynter dichiarò finalmente la verità sull'accaduto nella propria autobiografia, spiegando di come avesse cominciato ad abusare di alcolici fin dall'età di diciassette anni, riuscendo però ad evitare sempre paparazzi e tabloid, passando quasi inosservato e confessando le proprie dipendenze soltanto al compagno dei McFly Harry Judd nel 2010.. Poynter stesso, nel 2012 dichiarò di non ricordare molto dei tour dei McFly svolti in quel periodo, poiché arrivava ad esibirsi durante i tour in condizioni di confusione o di ubriachezza, cercando sempre di non far notare il fatto a nessuno.
A seguito del peggioramento delle proprie condizioni, Poynter tentò il suicidio a febbraio del 2011. Fu solo dopo il fallimento del suo tentativo che chiese aiuto al proprio medico di fiducia e fu mandato d’urgenza in riabilitazione per un mese.
Poynter dichiarò che il più grande aiuto che trovò durante il periodo di riabilitazione fu in Matt Willis, che aveva sofferto a sua volta di dipendenze.
Poynter si dichiara attualmente sobrio dal giorno in cui uscì dalla riabilitazione nel 2011.

## Vita privata
Alla fine del 2008 cominciò a frequentare la cantante britannica Frankie Sandford, componente della girlband The Saturdays, dopo averla conosciuta durante un concerto. I due si lasciarono nel 2010, dopo due anni di relazione, anche a causa dei problemi psicologici di entrambi. In un'intervista, fu confermato che, quando Poynter era più giovane, aveva poster raffiguranti la ragazza appesi nella propria stanza. Nell'autobiografia dei McFly, Poynter sostiene di avere sempre saputo dell'incompatibilità con Sandford, a causa dei problemi personali e psicologici di entrambi, e di essere stato due anni insieme a lei "senza quasi accorgersene".
Nel 2011 cominciò a frequentare la pittrice Lara Carew-Jones, amica di famiglia di Harry Judd, sostenendo varie volte di volerla sposare in futuro. Con un pretesto, cominciò a frequentare la ragazza, ed i due si innamorarono velocemente.
Nel 2014 iniziò una relazione con la cantante inglese Ellie Goulding, ma nel marzo del 2016 i due confermarono la fine della loro relazione a causa della distanza e dei troppi impegni di entrambi.
A partire dal 2019 frequenta la modella Maddy Elmer, con la quale non esclude la possibilità di avere figli in futuro.
Poynter crebbe per buona parte dell'adolescenza senza un padre, poiché questi lasciò la famiglia per un'altra donna solamente una settimana dopo le audizioni per i McFly.

## Curiosità
- Da ragazzo, Poynter non era interessato alla musica, e voleva diventare uno skater professionista.
- È un grande esperto ed appassionato di rettili. Fin dall’infanzia ha allevato delle pogone, che vendeva alle fiere dedicate. Durante la permanenza nei McFly, arredò la propria stanza con teche che contenevano vari rettili, tra cui una rana, due pitoni reali, un varano della steppa, un varano d’acqua, una pogona ed un paio di tartarughe.